# Janne Ryynänen
Janne Pekka Ryynänen (Rovaniemi, 1 de enero de 1988) es un deportista finlandés que compitió en esquí en la modalidad de combinada nórdica.
Ganó una medalla de oro en el Campeonato Mundial de Esquí Nórdico de 2007, en la prueba por equipo. Participó en tres Juegos Olímpicos de Invierno, entre los años 2006 y 2014, ocupando el séptimo lugar en Vancouver 2010, en la misma prueba.

## Palmarés internacional
| Campeonato Mundial | Campeonato Mundial | Campeonato Mundial | Campeonato Mundial       |
| Año                | Lugar              | Medalla            | Prueba                   |
| ------------------ | ------------------ | ------------------ | ------------------------ |
| 2007               | Sapporo (Japón)    | Medalla de oro     | TN + 4 × 5 km por equipo |